# Sila (Einheit)

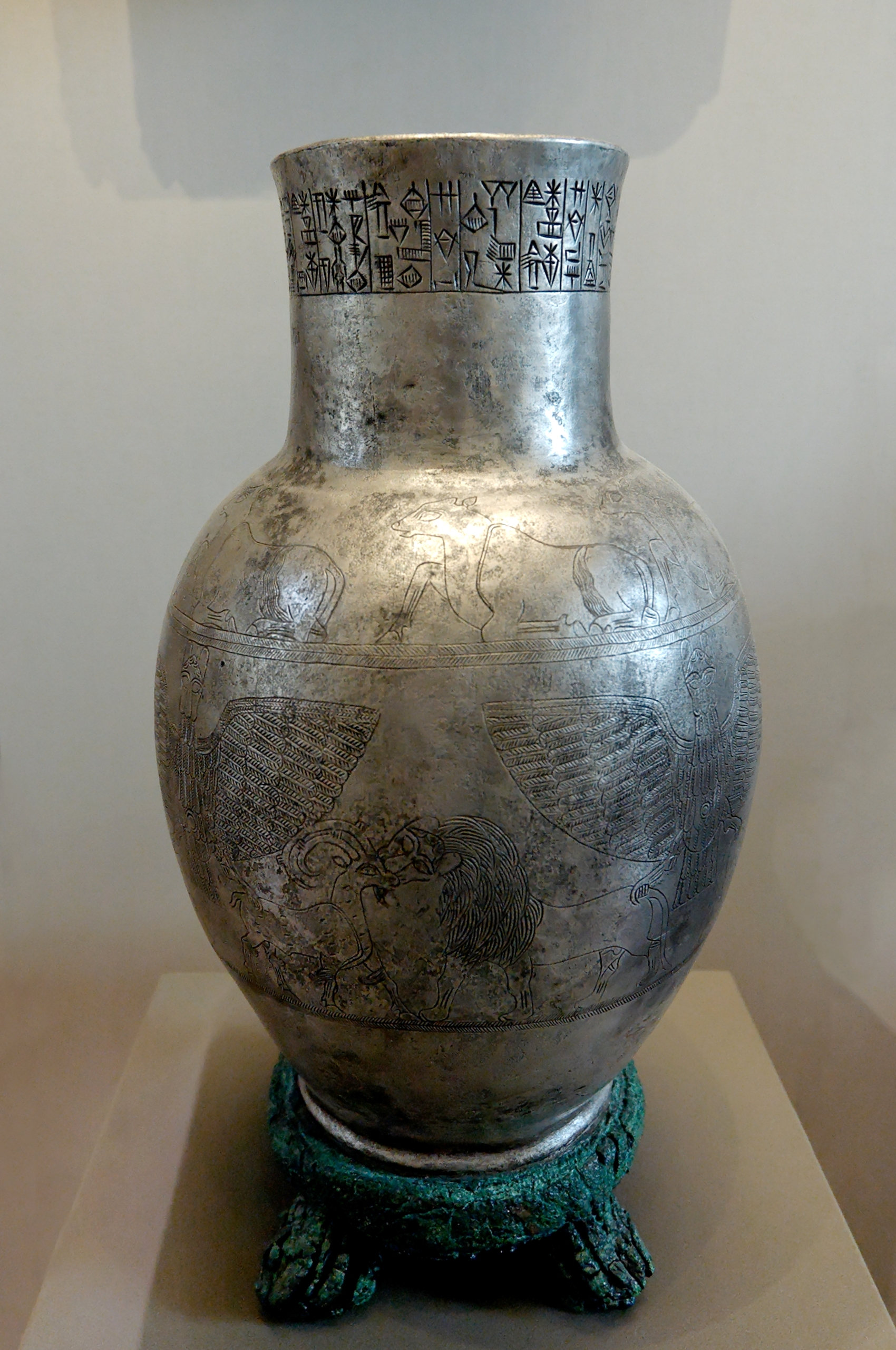
Die Silbervase des Fürsten Entemena ist mit 10 sila das älteste Normmaß der Welt.

Sila war ein mesopotamisches Volumenmaß. Das Maß galt als die kleinste Einheit in Babylon.
- 1 Sila = 0,48 Liter
- 1 Ban = 10 Sila

Eine Vase des Fürsten Entemena von Lagaš weist eine Gravur von 10 sila auf und gilt damit als das älteste Normmaß der Welt.